# IPTG
IPTG是一种分子生物学试剂，全称异丙基-β-D-硫代半乳糖苷（英語：Isopropyl β-D-1-thiogalactopyranoside），是異乳糖的结构类似物，能与乳糖抑制子结合，高效启动乳糖操縱子（lac operon）的转录，来表达操縱子中的目的基因。